# BRNBQ
BRNBQ è un singolo del rapper italiano Sfera Ebbasta pubblicato l'11 maggio 2016 come primo estratto dal secondo album in studio Sfera Ebbasta.

## Descrizione
Il brano, il cui titolo è l'acronimo di Bravi Ragazzi Nei Brutti Quartieri, si focalizza sui problemi della vita dei quartieri periferici che ha vissuto il rapper, evidenziando il fatto che la difficoltà di questi quartieri porta anche i bravi ragazzi a comportarsi male entrando in contatto con la vita criminale.

## Video musicale
Il video è stato girato da Alessandro Murdaca insieme ad Alexander Coppola, ed è stato pubblicato l'11 maggio 2016. Il video è girato a Cinisello Balsamo e a Milano e sceneggiato in bianco e nero, ed è caratterizzato da scene dove il rapper si trova seduto alternativamente sopra un'Alfa Romeo della Polizia di Stato ed una limousine e Corso Sempione a Milano.

## Tracce
1. BRNBQ – 3:43

## Classifiche
| Classifica (2016) | Posizione massima |
| ----------------- | ----------------- |
| Italia            | 56                |